# لودفيغ ليفين ياكوبسون
لودفيغ ليفين ياكوبسون (بالدنماركية: Ludvig Jacobson)‏ هو أستاذ جامعي وجراح وعالم حيوانات وطبيب ومحاضر دنماركي، ولد في 10 يناير 1783 في كوبنهاغن في الدنمارك، وتوفي بنفس المكان في 29 أغسطس 1843.